# دی‌جی مریم
محشر نصراللهی فرد معروف به دی‌جی مریم (زادهٔ ۲۱ اردیبهشت ۱۳۶۵ در تهران) خواننده اهل ایران است.

## زندگی هنری
او علیرغم زندگی در خانواده ای مذهبی و سنتی موسیقی و آواز را از کودکی شروع نمود. در نوجوانی چندین کنسرت اختصاصی برای زنان اجرا کرد که در واقع به مولودی‌خوانی‌های مذهبی مربوط می‌شد، تا این‌که در سال ۱۳۸۲ کاستی با صدای او در ایران منتشر شد. کاستی که ادعا می شد هنگام اجرای آزمایشی سرقت شده بود. خوانندهٔ این ترانه‌ها با نام‌هایی چون دی‌جی مریم و مریم رها شناخته می‌شد، ولی هویت واقعی او مشخّص نبود، هرچند تصاویری جعلی، کلیپی ساختگی و شایعاتی مختلف از او منتشر شده‌بود. نصراللهی پس از آن تحت فشار قرار گرفته، مدتی را در حبس خانگی به‌سر برد و حتی اقدام به خودکشی کرد. او در جریان مبارزات انتخاباتی ریاست‌جمهوری ۱۳۸۴ کنسرتی را در حمایت از اکبر هاشمی رفسنجانی در سالن تختی ورزشگاه عضدی رشت برای زنان برگزار کرد که در آن حدود ۵ تا ۷ هزار نفر شرکت داشتند. نصراللهی یک سال بعد ادعا کرد که او را مجبور به برگزاری این کنسرت انتخاباتی کرده بودند. وی در سال ۱۳۸۵ در مصاحبه‌ای با بی‌بی‌سی اعلام کرد که از ایران خارج شده و قصد دارد فعالیت خود را در خارج از ایران ادامه دهد.

## لیست آلبوم ها
- البوم یه یه (1383)
- آلبوم آدامس (1392)